# Joe Triscari
Joseph Triscari, detto Joe (15 giugno 1914 – 10 ottobre 1961), è stato un trombettista statunitense.

## Biografia
Dopo iniziali studi musicali con Del Steigers, prestò servizio militare nella banda "Skinny Ennis", dell'esercito degli Stati Uniti.
Durante gli anni trenta, fu un membro dell'orchestra di Bob Crosby.
Nel 1941 fu con Red Nichols, nel periodo che va dal 1942 al 1946 fu nell'ensemble di Gene Krupa, poi con la band di Benny Goodman e nel 1946 - 1947 suonò nel "Victor Borge Show".
Dal 1949 al 1961, fu la prima tromba (alternandosi con Uan Rasey) dell'orchestra della MGM.
Registrò anche (tra gli altri) con Billy Eckstine, Buddy DeFranco e Pete Rugolo.
Morì prematuramente per un attacco cardiaco.